# Ağyazı (Qax)
Ağyazı è un comune dell'Azerbaigian situato nel distretto di Qax. Conta una popolazione di 733 abitanti.